# Maurizio de Vito Piscicelli
Maurizio de Vito Piscicelli (Napoli, 25 marzo 1871 – Camina, 24 ottobre 1917) è stato un militare italiano, due volte decorato con la medaglia d'argento, e per eroismo durante la battaglia di Caporetto con la medaglia d'oro al valor militare. È stato anche un viaggiatore, esploratore e scrittore.

## Biografia
Maurizio Piscicelli nacque a Napoli nel 1871 da antica famiglia aristocratica, i de Vito Piscicelli, chiamati comunemente Piscicelli. Suo padre Agostino era stato decorato di medaglia d’argento per il suo valoroso comportamento nel 1866 a Custoza, dove si era battuto assieme a un gruppo di cavalieri napoletani volontari nelle Guide. La madre, Caterina Montalto dei Principi di Lequile, apparteneva a un’altra illustre famiglia del Regno.
Fu educato al Collegio militare della Nunziatella (1883-1887) e alla Accademia militare di Torino, da cui uscì sottotenente di artiglieria nel 1889, per poi fare il suo ingresso nel Reggimento Nizza Cavalleria l’anno successivo.
Nel 1897, in occasione della guerra Greco-Turca, in cui l'Italia non era impegnata, chiese un periodo di aspettativa dal reggimento e si arruolò nella Legione Filoellenica, sotto lo pseudonimo di Montalto (il cognome di sua madre), per battersi in difesa della Grecia.
Riprese servizio per qualche tempo in patria, per poi accettare la proposta del Governo italiano di partecipare, per conto del Re del Belgio, alla organizzazione del Congo belga, dove operò per tre anni (1903 – 1906), lasciandone il racconto nel volume “Nel paese dei Bango-Bango”.
Per l’esperienza acquisita in terra d’Africa, gli venne chiesto di preparare l’itinerario di viaggio e di organizzare le spedizioni della Duchessa Elena d’Aosta, di cui, negli intervalli della attività militare, sarebbe stato guida e accompagnatore tra il 1907 e il 1914. Oltre all’Africa (Egitto, Rhodesia, Tanganika, Ruanda, Congo), i suoi viaggi si estesero al Sud Est asiatico (Borneo, Giava, Ceylon, Siam, Celebes, Cambogia), all'India e all’Australia.
Appassionato cultore di studi naturalistici, era socio della Società Geografica Italiana, che ragguagliava con le sue relazioni, arricchite da copiosa documentazione fotografica. Le sue ricerche furono pubblicate in due volumi “Nella regione dei laghi equatoriali” e “Verso il sole levante”.
A partire dall'ottobre 1911 partecipò alla campagna di Libia come ufficiale nel Reggimento Cavalleggeri di Lodi. Venne incaricato di costituire i reparti di cavalleria indigena ed assunse il comando di uno squadrone di Savari. Nella battaglia delle Due Palme, presso Bengasi, il 12 marzo 1912, si segnalò per il valoroso comportamento e venne decorato di medaglia d’argento. Il 30 agosto dello stesso anno, nella battaglia di Misurata, fu ferito in combattimento dapprima a un braccio e poi gravemente a una gamba, mantenendo tuttavia il comando sino all'arrivo dei rinforzi. In seguito all'episodio venne insignito di una seconda Medaglia d’argento.
Allo scoppio della Prima guerra mondiale riprese servizio nel reggimento dei Lancieri d’Aosta e fu promosso maggiore.
Nel 1917 sposò Margherita Perrone di San Martino, di antica famiglia arduinica piemontese, da cui avrebbe avuto postumo un figlio, Giannello, che morì in giovane età.
Quando l’arma di cavalleria, per le necessità della guerra, rimase inoperosa, chiese ed ottenne di prendere parte attiva ai combattimenti. Gli venne così affidato, con il grado di tenente colonnello, il comando di un battaglione nel 147º Reggimento fanteria “Caltanissetta”, dislocato a Kamno Alto, attualmente chiamata Camina.
Al comando del suo battaglione sostenne l’urto iniziale della offensiva austro-germanica di Caporetto e nella notte del 24 ottobre 1917 cadde alla testa dei suoi uomini, decorato della medaglia d’oro.

## Opere
- Maurizio de Vito Piscicelli, Nel paese dei Bango-Bango, Napoli (NA), Libreria Detken & Rocholl, 1909.

## Intitolazioni
- Cimitero Piscicelli a Kamno (Camina), odierna Slovenia, dove si svolse il combattimento in cui cadde
- Via Maurizio de Vito Piscicelli a Napoli
- Scuola primaria e dell'infanzia "M. de Vito Piscicelli"[17] a Napoli

## Iconografia
- Cesare Maggi. Maurizio Piscicelli cade colpito a morte. Museo Centrale del Risorgimento, Roma.
- Busto di Maurizio de Vito Piscicelli. Sede del Comune, Palazzo San Giacomo, Napoli.